# Atletica leggera ai Giochi della V Olimpiade - Marcia 10000 metri

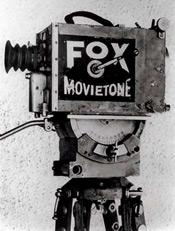
video della gara (durata: 40")

La competizione della marcia 10000 metri di atletica leggera ai Giochi della V Olimpiade si tenne i giorni 8 e 11 luglio 1912 allo Stadio Olimpico di Stoccolma.

## Risultati

### Batterie
Si disputarono 2 batterie. I primi 5 furono ammessi alla finale.
| Pos. | Atleta            | Nazione     | Tempo   |
| ---- | ----------------- | ----------- | ------- |
| 1    | George Goulding   | Canada      | 47'14"5 |
| 2    | Ernest Webb       | Regno Unito | 47'25"4 |
| 3    | Aage Rasmussen    | Danimarca   | 48'15"8 |
| 4    | Fernando Altimani | Italia      | 48'54"2 |
| 5    | Bill Palmer       | Regno Unito | 51'21"0 |
| 6    | Sam Schwartz      | Stati Uniti | 53'30"8 |
| 7    | Edward Renz       | Stati Uniti | 53'30"8 |
| -    | Rudolf Richter    | Boemia      | ND      |
| -    | Karl Lukk         | Russia      | ND      |
| -    | Eduard Hermann    | Russia      | ND      |

| Pos. | Atleta            | Nazione     | Tempo        |
| ---- | ----------------- | ----------- | ------------ |
| 1    | William Yates     | Regno Unito | 49'43"6      |
| 2    | Arthur St. Norman | Sudafrica   | 50'17"9      |
| 3    | Thomas Dumbill    | Regno Unito | 50'57"6      |
| 4    | Vilhelm Gylche    | Danimarca   | 51'13"8      |
| 5    | Frederick Kaiser  | Stati Uniti | 51'31"8      |
| 6    | Alfred Voellmeke  | Stati Uniti | 52'29"8      |
| 7    | Rolando Salinas   | Cile        | 55'02"0      |
| 8    | Henrik Ripszám    | Ungheria    | 55'20"6      |
| 9    | Aleksis Aide      | Russia      | 59'24"2      |
| -    | Niels Pedersen    | Danimarca   | Squalificato |
| -    | Bobby Bridge      | Regno Unito | Squal.       |
| -    | William Murray    | Australasia | Squal.       |
| -    | István Drubina    | Ungheria    | Squal.       |

### Finale
Sono ufficializzati i tempi dei primi tre classificati.
| Pos.    | Atleta            | Età | Nazione     | Tempo ufficiale | Tempo ufficioso |
| ------- | ----------------- | --- | ----------- | --------------- | --------------- |
| Oro     | George Goulding   | 27  | Canada      | 46'28"4         |                 |
| Argento | Ernest Webb       |     | Regno Unito | 46'50"4         |                 |
| Bronzo  | Fernando Altimani | 19  | Italia      | 47'37"6         |                 |
| 4       | Aage Rasmussen    |     | Danimarca   |                 | 48'00"0         |
| -       | Vilhelm Gylche    |     | Danimarca   | Ritirato        | Ritirato        |
| -       | Bill Palmer       |     | Regno Unito | Rit.            | Rit.            |
| -       | Frederick Kaiser  |     | Stati Uniti | Rit.            | Rit.            |
| -       | Arthur St. Norman |     | Sudafrica   | Squalificato    | Squalificato    |
| -       | Thomas Dumbill    |     | Regno Unito | Squal.          | Squal.          |
| -       | William Yates     |     | Regno Unito | Squal.          | Squal.          |